# Arcadia (Kansas)
Arcadia és una població dels Estats Units a l'estat de Kansas. Segons el cens del 2000 tenia 391 habitants.

## Demografia
Segons el cens del 2000, Arcadia tenia 391 habitants, 156 habitatges, i 105 famílies. La densitat de població era de 343,1 habitants per km².
Dels 156 habitatges en un 35,9% hi vivien nens de menys de 18 anys, en un 45,5% hi vivien parelles casades, en un 15,4% dones solteres, i en un 32,1% no eren unitats familiars. En el 28,2% dels habitatges hi vivien persones soles el 13,5% de les quals corresponia a persones de 65 anys o més que vivien soles. El nombre mitjà de persones vivint en cada habitatge era de 2,51 i el nombre mitjà de persones que vivien en cada família era de 3,08.
Per edats la població es repartia de la següent manera: un 27,9% tenia menys de 18 anys, un 11% entre 18 i 24, un 27,1% entre 25 i 44, un 20,7% de 45 a 60 i un 13,3% 65 anys o més.
L'edat mediana era de 34 anys. Per cada 100 dones de 18 o més anys hi havia 95,8 homes.
La renda mediana per habitatge era de 21.750 $ i la renda mediana per família de 27.386 $. Els homes tenien una renda mediana de 22.500 $ mentre que les dones 17.321 $. La renda per capita de la població era de 10.674 $. Entorn del 17,2% de les famílies i el 24,2% de la població estaven per davall del llindar de pobresa.

## Poblacions més properes
El següent diagrama mostra les poblacions més properes.